# Nuculana loshka
Nuculana loshka – gatunek małża morskiego należącego do podgromady pierwoskrzelnych.
Występuje na głębokości 2320 metrów.
Są rozdzielnopłciowe, bez zaznaczonych różnic płciowych w budowie muszli. Odżywiają się planktonem oraz detrytusem.
Występuje w Panamie